# Candida pseudoglaebosa
Candida pseudoglaebosa är en svampart som beskrevs av M. Suzuki & Nakase 1993. Candida pseudoglaebosa ingår i släktet Candida, ordningen Saccharomycetales, klassen Saccharomycetes, divisionen sporsäcksvampar och riket svampar.   Inga underarter finns listade i Catalogue of Life.